# Архитектура бренда
Архитекту́ра бре́нда (англ. brand architecture) — иерархия брендов (англ. Brand Hierarchy) компаний, отражение её маркетинговой стратегии, а также последовательность и вербально-визуальная упорядоченность всех элементов бренда.
Под архитектурой бренда понимается такой тип композиции (структуры) брендов, которая основана на определённом сочетании ролей в брендовом портфеле и на конкретном товарном предложении. Под брендовым портфелем / портфелем брендов (англ. Portfolio of Brands, англ. Brand portfolio, англ. Product Portfolio) подразумевается совокупность брендов, структурированных по определённому принципу и взаимосвязанных друг с другом.

## Типы архитектур
Согласно классификации Дэвида Аакера (англ. David Aaker), различают две основные системы: Дом бренда (англ. Branded House) и Дом брендов (англ. House of Brands), а также близкие к ним системы.
Профессионал в сфере брендинга А. Уиллер (англ. Alina Wheeler) выделяет основные типы архитектур: монолитную (англ. Monolithic Brand) или Дом бренда (англ. Branded House), зонтичных или дочерних брендов (англ. umbrella brand), поддерживающую (англ. Endorsed Brand), плюралистическую и т. д.

### Дом бренда (монолитная архитектура)
Теоретически повсеместно используют материнский или корпоративный бренд. Различаться могут только названия компаний или продуктов, начертанных корпоративным шрифтом или же неизменен логотип, а товарные знаки различны, при этом они выполнены в едином корпоративном стиле.
Примеры монолитной архитектуры: Бренды компании Virgin, бренды компаний Sumitomo Group. Один из слоганов компании Airbus Group (до 2013 г. — EADS): «три дивизиона один бренд» (англ. 3 Divisions, 1 brand).

### Дом брендов (мультибрендовая архитектура)
Дом брендов состоит из индивидуальных брендов (англ. Individual Brand), которые принадлежат одному владельцу. Иногда имя владельца скрывается от потребителя
Индивидуальный бренд используется для одного товара в группе товаров или в товарной линии. То есть как самостоятельный бренд отдельных товарных линий или товарного ассортимента в отличие от бренда семейства (англ. Family Brand). За ним закрепляется индивидуальное имя бренда (англ. Individual Brand Name).
Иногда выступает как составная и произносимая часть зонтичного бренда или следует после имени бренда семейства и/или корпоративного бренда (англ. Corporate Brand).
Примеры 1: Adobe Acrobat; FedEx Ground; Dassault Systemes SolidWorks; S7 Tour и т. д. Может одновременно находится в составе с корпоративным и семейственным брендом: Bombardier + Global (Global Family) + 5000 = Bombardier Global 5000.
Примеры 2. Архитектура брендов производителей велосипедов включает в основном индивидуальные бренды, так как при поглощении компаний имена брендов и их идентичность претерпевали незначительные изменения из-за высокой лояльности потребителей.
Существует деятельность по созданию долгосрочного предпочтения для дома брендов — индивидуальный брендинг (англ. individual branding или англ. product-dominant branding), в отличие от комбинированного брендинга (англ. shared branding).

### Комбинированная архитектура
В переходный период, когда в процессе объединения большого количества компаний (а также при поглощении компаний с известными брендами), часть архитектуры является монолитной, другая часть содержит индивидуальные бренды.
Примеры: индивидуальные бренды холдинга «Вертолёты России» обладают единым корпоративным стилем. Архитектура первого уровня корпорации Ростех (холдинги) претерпевает значительные изменения, но остаётся комбинированной.

## Алгоритм создания
1. Определение роли➤ каждого бренда внутри портфеля.
2. Анализ роли каждого бренда в контексте «товар—рынок».
3. Разработка структуры портфеля.
4. Графическое и вербальное воплощение архитектуры.

## Роли бренда
Роли предопределяют дизайн архитектуры бренда, его структуру и графическую визуализацию. Для определения роли бренда (или «амплуа») в портфеле оценивается финансовое состояние отдельного бренда и его конкурентное положение на рынке. С указанной точки зрения  бренды можно классифицировать по активной позиции в портфеле:
- Бренды-рычаги.
- Стратегические бренды (англ. Strategic Brand).
- Бренды-«дойные коровы» (англ. Milker Brand).
- Бренды-«кандидаты на деинвестирование».

### Эксклюзивные и вспомогательные роли
В зависимости от выполняемых брендами ролей в брендовом портфеле можно выделить и другие их категории:
- Бренды-«серебряные пули» (англ. Silver Bullets).
- Фланговые бренды (англ. Flanker Brands, англ. Fighter Brands).
- Побуждающие бренды («бренд-драйвер», англ. Driver Brand).
- Поддерживающие бренды («содрайвер») и др.

## Выгоды

Пример концепции имиджевой графики бренда Калининградской области. Общий штамп «Кругом впечатления» (2009—2012 года)

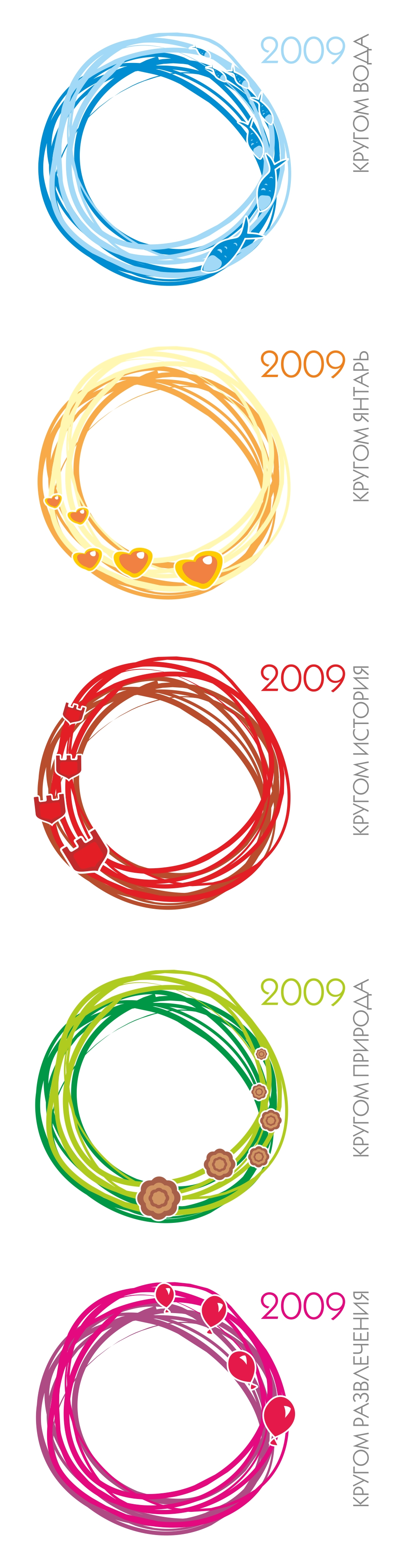
Архитектура имиджевой графики бренда Калининградской области: сегментирование штампа «Кругом впечатления» по направлениям туризма

По мнению специалистов в области маркетинга и бренд-менеджмента (Крис Макрэй, А. Стась, Л. А. Куярова и др.) построение архитектуры бренда даёт ряд существенных выгод и преимуществ компании:
- Чётко сформулированная архитектура бренда даёт возможность избежать «каннибализма» брендов (англ. Brand Cannibalization, англ. Cannibalization Effect)[Прим. 8] внутри портфеля компании (англ. Brand portfolio). Результат: снижение риска внутренней конкуренции между брендами компании, уменьшение вероятности потери прибыли.
- Анализ ролей брендов в брендовом портфеле (англ. Brand portfolio) позволяет точечно распределить денежные ресурсы на их развитие. Это помогает избежать односторонней оценки на основе текущего объёма продаж каждого бренда. Анализ позволяет выявить стратегические бренды, обладающие высокими темпами роста, но ещё малой рыночной долей и аккумулировать для их развития достаточный объём денежных средств.
- Системный поход при проектировании архитектуры бренда обеспечивает синергетический эффект от взаимодействия брендов внутри брендового портфеля благодаря оптимизации ролей брендов в различных товарно-рыночных контекстах, что повышает эффективность работы организации.
- Ускоренный темп наращивание капитала бренда (уст.  марочный капитал, англ. Brand Equity)[Прим. 9], вместе с ним растёт и стоимость бренда (ценность бренда, англ. Brand Value)[Прим. 10]. Взаимосвязанные бренды, их линейные (англ. Brand Extention, англ. Line Extension) и категориальные (англ. Brand Expansion) расширения (уст. англ. Trademark Extension)[Прим. 11], а также мероприятия совместного брендинга (англ. cobranding) дают возможность компании результативно использовать основные активы, что приводит к росту стоимости брендового портфеля в целом. Вместе с тем, появление «мегабренда» может привести к размыванию восприятия бренда потребителем. Доля рынка каждого бренда изменяется в обратной пропорции по отношению к изменению количества расширений бренда или его семейства[Прим. 12]
- Отлаженная архитектура бренда является платформой будущего развития портфеля брендов, позволяет эффективно выстроить отношения идентичностей брендов внутри портфеля на долгосрочную перспективу.

Совокупность этих факторов обеспечивает продукции компании сохранение лидирующих позиций на рынке, минимизацию финансовых потерь.